# 小行星46053
小行星46053（46053 Davidpatterson）是一颗绕太阳运转的小行星，为主小行星带小行星。该小行星于2001年2月21日发现。
該小行星以美國業餘天文學家大衛·帕特森（David Patterson）命名。

## 轨道参数
小行星46053的轨道半长轴为2.1353107 UA，离心率为0.087。